# Сецеховиці (Тарнівський повіт)
Сецеховиці (пол. Sieciechowice) — село в Польщі, у гміні Вешхославиці Тарнівського повіту Малопольського воєводства.
Населення — 179 осіб (2011).
У 1975-1998 роках село належало до Тарнівського воєводства.

## Демографія
Демографічна структура станом на 31 березня 2011 року:
|          | Загалом | Допрацездатний вік | Працездатний вік | Постпрацездатний вік |
| -------- | ------- | ------------------ | ---------------- | -------------------- |
| Чоловіки | 90      | 30                 | 50               | 10                   |
| Жінки    | 89      | 20                 | 47               | 22                   |
| Разом    | 179     | 50                 | 97               | 32                   |